# 지쿠마역
지쿠마역(일본어: 千曲駅, ちくまえき)은 나가노현 지쿠마시 오아자자쿠마쿠에 위치한 시나노 철도 시나노 철도선의 역이다.

## 승강장
상대식 2면 2선 구조의 지상역이다. 양쪽 승강장은 가로다리로 이어져 있다.
| 1 | ■ 시나노 철도선 | (하행) | 나가노 방면             |
| 2 | ■ 시나노 철도선 | (상행) | 고모로・가루이자와 방면 |

## 역사
- 2009년 3월 14일: 시나노 철도에서 새 철도역을 설치함. 영업 개시.

## 역세권 정보
- 국도 제18호선

## 인접역
| 시나노 철도 ■ 시나노 철도선 | 시나노 철도 ■ 시나노 철도선 | 시나노 철도 ■ 시나노 철도선 |
| --------------------------- | --------------------------- | --------------------------- |
| 도구라 가루이자와 방면      |                             | 야시로 나가노 방면          |